# كاسيلمن (أونتاريو)
كاسيلمن (بالإنجليزية: Casselman, Ontario)‏ هي قرية تقع في كندا في United Counties of Prescott and Russell. يقدر عدد سكانها بـ 3,275 نسمة .